# WCW: The Main Event
Cet article concerne le jeu vidéo. Pour l'émission de catch, voir WCW Main Event.
WCW: The Main Event est un jeu vidéo de catch professionnel commercialisé en 1994 par FCI sur Nintendo Game Boy. Il s'agit du premier jeu vidéo à comprendre Steve Austin, et le seul avec son ancien personnage de « Stunning » Steve Austin.

## Système de jeu
Il existe deux types de matchs disponibles : un avec le nombre de tombés (meilleur de 1, 3, ou 5) et un mode de limite de temps (5, 10, ou 15 minutes). Chaque catcheurs avait ses propres prises comme des poings, coup de la corde à linge, body slam, suplex, dropkick, et cross body block. Le joueur a le choix entre un match simple et à élimination sous forme aléatoire de gauntlet. Envoyer un joueur en dehors du ring était possible, tout comme le fait de s'y battre en dehors. Il n'existe aucun décompte de dix lorsque les deux catcheurs sont à l'extérieur, mais ce premier est présent lorsqu'ils rentrent dans sur le ring.

## Accueil
GameRankings attribue une moyenne de 54 % basée sur une seule critique.